# محمد إبراهيم أبو خليل
محمد إبراهيم أبو خليل (1932-2008) هو مناضل وسياسي فلسطيني، اشتهر باسم «عبود». ولد في قرية أم الزينات في حيفا ودرس في مدارسها حتى الصف السابع. ثم هاجر مع عائلته إلى مخيم جنين بسبب نكبة عام 1948 وكان من أوائل المناضلين الذي بدأوا الكفاح المسلح.

## اعتقاله
اعتقل عبود من قبل المخابرات الأردنية في السجن العسكري بالزرقاء عدة مرات ولم تفلح المخابرات بالحصول على أي اعتراف منه سوى أنه يعمل وحيداً من أجل بلدته أم الزينات وأنه لا ينتمي لأي تنظيم وقررت السلطات الأردنية الإفراج عن جميع المسجونين بشرط أن يذهبوا للقتال في الضفة الغربية ومن بينهم عبود.

## مسيرته النضالية
عمل عبود ضمن مجموعة المناضل "صبحي ياسين" ثم انضم لحركة فتح في جنين مدربًا للأسلحة عام 1965، كما اشترك في تنفيذ مجموعة من العمليات العسكرية المسلحة وانخرط في قواعد الفدائيين في منطقة الأغوار الأردنية، ثم انضم القطاع الجنوبي لحركة فتح في الأردن، وقام بتنفيذ مجموعة من العمليات العسكرية المسلحة التي استهدفت جنود الاحتلال الإسرائيلي، عقب حوادث أيلول في الأردن عام 1970، انتقلوا لمنطقة الجولان وشكلوا الوحدة الجنوبية، والتي أُطلق عليها "وحدة أبطال الموت"، ومن ثم "كتيبة الجليل" أُرسل إلى دورة قادة كتائب إلى الاتحاد السوفيتي عام 1978. شارك في المؤتمر الرابع لحركة فتح عام 1980 والذي عُقد في مدينة دمشق، وعُين نائبًا لقائد قوات المليشيا الفلسطينية في الساحة اللبنانية، ثم عُيّن قائدًا لمنطقة الجبل، وتصدى للمنشقين عن حركة فتح خلال عام 1983، وكان رافضًا لهم وعاد لفلسطين في عام 1994، وعُيّن نائبًا لمدير الشرطة الفلسطينية حتى إحالته إلى التقاعد عام 2005 وقد شغل عضوية المجلس الثوري لحركة فتح والمجلس المركزي الفلسطيني.

## وفاته
توفي في مدينة جنين في عام 2008، ودُفن فيها.